# 彭璋 (1891年)
彭璋（1891年—1938年5月20日），湖南省湘鄉市人。曾任國民革命軍第二十二軍第五十師副師長。

## 生平
早年就讀廣西陸軍講武堂，畢業後入湘系譚延闓部任營長等，後參加國民革命軍東征。1925年湘軍被改編為國民革命軍第二軍下轄三個師，彭璋任第五師譚道源部第十四團團長。1934年任五十師第一四八旅旅長，1935年4月18日授少將銜，同年11月18日任國民革命軍第二十二軍第五十師副師長，原職由彭詩主代。1938年5月20日譚道源率殘部退至靈璧縣境內時被追來的日軍鈴木快速部隊發現，日軍用裝甲車火力掃射一個多鐘頭，副師長彭璋、參謀周自元等人殉國。死後國民政府明令褒揚，1947年入祀湘鄉忠烈祠。2015年8月24日，被列入民政部公布的第二批600名著名抗日英烈和英雄群體名錄。